# 13e congrès national du Parti communiste chinois
Le 13e Congrès national du Parti communiste chinois (en chinois 中国共产党第十三次全国代表大会) a lieu du 25 octobre au 1er novembre 1987 à Pékin.
Le parti compte alors 46 millions de membres qui sont représentés par 1 936 délégués lors du congrès.
Pour la première fois, des journalistes étrangers, au nombre de 200, ont été invités d'y assister,.
Ce congrès réaffirme la justesse de politique d'ouverture et de réforme commencée en 1978.
Il est également notable pour un rajeunissement de la direction du parti, nombres de vétérans de la Longue Marche se mettant en retrait volontairement et laissant la place à une génération de dirigeants plus jeunes et plus technocratiques.
Cependant, l'influence des anciens continuera à se faire sentir ; cela sera particulièrement visible dans le choix de la répression lors de la répression des manifestations de la place Tian'anmen en 1989.

## Déroulement

### Changement de personnel
Deng Xiaoping a personnellement orchestré le départ en retraite de plus de 90 dirigeants âgés, dont bon nombre de ceux qui critiquaient sa politique de réforme et d'ouverture axés sur le marché.
Parmis ces anciens, il y avait : 
1. Peng Zhen, président de l'Assemblée nationale populaire jusqu'en 1988
2. Chen Yun, économiste de premier plan et numéro deux du gouvernement chinois dans les années 1950/1960
3. Li Xiannian, président de la République jusqu'en 1988
4. Deng Yingchao, veuve de Zhou Enlai et présidente de la Conférence consultative politique du peuple chinois jusqu'en 1988

Deng lui-même renonce à l'ensemble de ses fonctions à l'exception de la présidence des deux Commission militaire centrale, par un amendement constitutionnel spécial du parti.
Hu Yaobang, destitué de la direction du parti au début de l'année, est cependant maintenu au sein du Bureau politique.
Ce congrès consacre surtout Zhao Ziyang à la tête du parti et sa nouvelle nomination comme vice-président du Comité militaire central.
Bien que les anciens aient renoncé à leurs fonctions officielles au sein du parti, leur influence reste totale, notamment via leur favori Li Peng, qui sera élu au Comité permanent du bureau politique et sa nomination comme Premier ministre par intérim à la fin novembre 1987 puis nominativement à partir d'avril 1988.

### Rapport politique
Zhao Ziyang est chargé de la lecture du rapport politique, contenant notamment la construction du socialisme à la chinoise et la proclamation de réformes de marché était la tâche centrale due à la pauvreté et au retard généralisés qui existaient dans toute la Chine[Quoi ?]

## Conclusion
Le XIIIe Congrès du Parti fut remarquable à plusieurs égards. Il lança la Chine dans un développement économique accéléré, assura la succession des dirigeants, les anciens démissionnant volontairement au profit de dirigeants plus jeunes.
Cependant, des inquiétudes subsistent sur plusieurs points. Premièrement, la démission des anciens du Parti ne signifie pas que les réformateurs puissent s'engager immédiatement dans la réforme, ces anciens exerçant encore une influence considérable sur le Parti. Deuxièmement, Zhao nommé vice-président de la Commission militaire centrale sans garantir qu'il succéderait à Deng à la tête de la Chine. Troisièmement, un développement économique accéléré et une plus grande ouverture aux influences étrangères raviveraient des résistances de l'aile conservatrice.
Enfin, la suprématie des Quatre Principes Fondamentaux interdisait tout autre pouvoir que celui du parti communiste et toute liberté au-delà de ce qui était autorisé par le Parti.